# أبو العلايا
أبو العلايا قرية في ناحية جب الجراح التابعة لمنطقة المخرم في محافظة حمص في سورية.